# Free The Nipple (Film)
Free The Nipple ist ein Film von Lina Esco, die Premiere war am 12. Dezember 2014 in New York City.

## Handlung
Eine Gruppe feministischer Frauen startet in New York City eine Revolutionsbewegung über die weibliche Brust und Nippel. Sie wollen das öffentliche Zeigen nackter weiblicher Brüste straffrei machen. Basierend auf einer wahren Begebenheit, laufen die Frauen in New York mit freiem Oberkörper umher. Der Film dreht sich um die liberale Journalistin With, die Potenzial in dieser Geschichte sieht und sich mit der Gruppe von Frauen, die von der idealistischen und exzentrischen Liv angeführt wird, verbindet.

## Kampagne
Im Jahr 2012 startete Filmemacherin Lina Esco diese Kampagne in New York City. Sie schuf einen Dokumentarfilm über sich selbst, in dem sie oben ohne durch die Straßen von New York läuft. Als der Dokumentarfilm gedreht wurde, veröffentlichte sie Teaser-Clips mit dem Hashtag #FreeTheNipple. Im Jahr 2013 entfernte Facebook diese Clips von seiner Website wegen der Verletzung der Richtlinien. Im Jahr 2014 veröffentlichten einige Prominente wie Miley Cyrus, Lena Dunham, Chelsea Handler, Rihanna und Chrissy Teigen Fotos in sozialen Medien, um ihre Unterstützung für die Initiative von Esco zu zeigen.

## Rezeption
Free the Nipple hat auf Metacritic einen Score von 33. Rotten Tomatoes sammelte elf Kritiken, von denen nur zwei positiv waren, was einem Anteil von 13 % entspricht. Die durchschnittliche Bewertung lag bei nur 2,8/10 Punkten.

“Director and star Lina Esco keeps this compact film moving with enjoyable buoyancy until it bids adieu with a showy climax that needs a serious postscript.”

„Regisseurin und Star Lina Esco hält diesen kompakten Film mit vergnüglichem Schwung in Bewegung, bis er sich mit einem auffälligen Höhepunkt dem Ende neigt, der ein ernsthaftes Nachwort braucht.“

„Semidokumentarisches Pamphlet, in dem die Regisseurin ihren Kampf gegen die Windmühlen einer prüden US-amerikanischen Gesellschaft ausficht, sich dabei aber allzu gerne selbst barbusig in den Mittelpunkt stellt.“